# Строительная механика
Строи́тельная меха́ника — совокупность наук о прочности, жёсткости и устойчивости строительных конструкций.
Основной задачей строительной механики является разработка методов расчёта и получения данных для надёжного и экономичного проектирования зданий и сооружений. Для обеспечения необходимой надёжности сооружения основные элементы конструкций должны иметь достаточно большие сечения, однако экономика требует, чтобы расход материалов, идущих на изготовление конструкций, был возможно меньшим. Для нахождения приемлемого компромисса между требованиями надёжности и экономичности необходимо возможно точнее произвести расчёт и строго соблюдать в процессе проектирования, возведения и эксплуатации сооружения те требования, которые вытекают из этого расчёта.

## Исторический очерк
Долгое время человечество не имело в своем распоряжении методов расчёта сооружений. Несмотря на это, удавалось возводить грандиозные и совершенные в конструктивном отношении памятники архитектуры. Это зависело от таланта зодчих, которые интуитивно чувствовали работу сооружений и умели находить нужные размеры элементов. Большое значение имело также накопление опыта строительства, приобретаемого подчас ценой обрушений неудачных сооружений.
Данный опыт получал отражение в эмпирических правилах, на основании которых можно было бы назначать надёжные размеры частей сооружений. С. П. Тимошенко считал, что такие правила были известны уже древним египтянам, а греки и римляне уже могли выполнять и определённые математические расчёты, опираясь на достижения развивавшейся тогда теоретической статики; однако необходимыми знаниями, даваемыми анализом напряжённого состояния, античные инженеры не владели.
Становление строительной механики протекало в рамках общей механики, из которой в начальный период своего развития строительная механика не выделялась. Успехи механики, начиная с работ Г. Галилея, положивших начало сопротивлению материалов, создали основу для разработки расчётов на прочность. Большое значение имели также: открытие Р. Гуком пропорциональности между деформациями и напряжениями в упругом материале (закон Гука); исследования Л. Эйлера, посвящённые изгибу балок и стержней и нахождению значения критической нагрузки при сжатии упругого стержня; работы Ш. Кулона по расчётам сводов и подпорных стенок. В то же время связь большинства исследований, выполненных в XVII—XVIII веках, с практикой была весьма слаба.
Начало развития строительной механики как самостоятельной науки относится к 20-м годам XIX века и было вызвано, в первую очередь, развернувшимся усиленным строительством мостов, шоссейных и железных дорог, плотин, судов, промышленных зданий и высоких дымовых труб. Отсутствие надёжных методов расчёта таких сооружений не позволяло возводить достаточно лёгкие и надёжные конструкции. Заслуга решительной перестройки строительной механики, её поворота к нуждам практики (после чего она стала бурно развиваться как самостоятельная прикладная наука) принадлежит французскому механику и инженеру А. Навье, который встал на путь изучения действительной работы сооружения под нагрузкой, на путь расчёта конструкций по допускаемым напряжениям.
Значительный вклад в строительную механику внесли также Б. Клапейрон, У. Рэнкин, Д. И. Журавский, Ш. Бресс, Дж. Максвелл, Э. Винклер, В. Л. Кирпичёв, Ф. Энгессер, А. Фёппль, Ф. С. Ясинский, С. П. Тимошенко, И. М. Рабинович и другие выдающиеся учёные.

## Предмет и основные задачи
Классическими разделами строительной механики являются:
- Сопротивление материалов
- Теория упругости
- Теория пластичности
- Теория сооружений (включающая статику, динамику и устойчивость сооружений)[10].

Сопротивление материалов преимущественно занимается теорией простого бруса и является дисциплиной, одинаково важной как для строительных конструкций, так и для машиностроения. Статика и динамика сооружений или теория сооружений (строительная механика в узком смысле слова) занимается по преимуществу теорией расчёта системы брусьев или стержней, образующих сооружение. Обе эти дисциплины стремятся решать свои задачи, главным образом, сравнительно простыми математическими методами. В свою очередь, теория упругости выдвигает на первый план строгость и точность своих выводов и поэтому прибегает к более сложному математическому аппарату. Граница между этими тремя дисциплинами не может быть чётко очерчена.
Теория пластичности занимается изучением пластичных и упруго-пластичных тел.
В настоящее время для решения практических задач строительной механики активно используются различные численные методы с применением вычислительной техники; в частности, наибольшее распространение получил метод конечных элементов.
В строительной механике различают:
- одномерные задачи — рассматривается зависимость функций от одной пространственной координаты;
- плоские задачи — решение рассматривается в двух измерениях;
- пространственные задачи — решение рассматривается в трёх измерениях.

Обычно на практике пространственные конструкции стремятся расчленить на плоские элементы, которые рассчитать намного легче, однако это не всегда возможно.
Строительная механика разделяется также на линейную и нелинейную. Различают геометрическую и физическую нелинейности. Геометрическая нелинейность уравнений строительной механики возникает при больших перемещениях и деформациях элементов, что сравнительно редко встречается в строительных конструкциях, за исключением вантовых. Физическая нелинейность появляется при отсутствии пропорциональности между усилиями и деформациями, то есть при применении неупругих материалов. Физической нелинейностью обладают в той или иной степени все материалы и конструкции. Однако с определенной точностью при небольших усилиях нелинейные физические зависимости заменяют линейными.
Также принято различать статические и динамические задачи — последние учитывают инерционные свойства конструкции и фактор времени.
Строительная механика разделяется также на разделы, относящиеся к расчёту конструкций определённого вида, а именно: стержневых конструкций (в том числе ферм, рам, балочных систем и арок), пластин и пластинчатых систем, оболочек, гибких нитей и вантовых систем, упругих и неупругих оснований, мембран и т. д.

## Учебники по строительной механике
- Киселёв В. А.  Строительная механика: Специальный курс. Динамика и устойчивость сооружений. — М.: Стройиздат, 1980. — 616 с.
- Киселёв В. А.  Строительная механика: Общий курс. 3-е изд. — М.: Госстройиздат, 1976. — 511 с.
- Леонтьев Н. Н., Соболев Д. Н., Амосов А. А.  Основы строительной механики стержневых систем. — М.: ACB, 1996. — 541 с.
- Петров В. В.  Нелинейная инкрементальная строительная механика. — М.: Инфра-Инженерия, 2014. — 480 с. — ISBN 978-5-9729-0076-3.
- Потапов В. Д., Александров А. В., Косицын С. Б., Долотказин Д. Б.  Строительная механика. Кн. 1. — М.: Высшая школа, 2007. — 511 с. — ISBN 978-5-06-004891-9.
- Снитко Н. К.  Строительная механика. 3-е изд. — М.: Высшая школа, 1980. — 431 с.
- Wissmann J., Sarnes K.-D.  Finite Elemente in der Strukturmechanik. — Berlin: Springer, 2009. — 540 S. — ISBN 978-3-540-61836-2.